# 褶苞香青
褶苞香青（学名：Anaphalis plicata）是菊科香青属的植物，是中国的特有植物。分布在中国大陆的西藏等地，目前尚未由人工引种栽培。
种名 plicata 意为“折扇状的”、“有褶皱的”。